# Centrale Jean-Lesage
Pour les articles homonymes, voir Jean Lesage (homonymie).
La centrale Jean-Lesage, autrefois connue sous le nom de Manic-2, est une centrale hydroélectrique érigée sur la rivière Manicouagan. Elle a été construite de 1961 à 1965 par Hydro-Québec, à environ 25 kilomètres au nord de Baie-Comeau, dans le cadre du projet Manic-Outardes, une série de barrages aménagés le long de ces deux rivières de la région de la Côte-nord au Québec. La centrale a été renommée le 22 juin 2010 en l'honneur du père de la Révolution Tranquille, Jean Lesage (1912-1980), homme qui a occupé le poste de premier ministre du Québec de 1960 à 1966.

## Description
Il s'agit d'un barrage à poids et joints évidés (2e plus grand au monde), avec un évacuateur de crue pour le contrôle du niveau du réservoir. 8 conduites forcées qui amènent l'eau depuis le sommet du réservoir vers la centrale en contrebas. Son réservoir s'étend sur une longueur de 53km et une superficie de 158km². Il a une puissance de 1229 MW produite par une chute de 70 mètres dans 8 turbines Francis.

## Historique
Le 24 octobre 1961, le chantier débute deux ans après de celui de Manic 5. Ce dernier est le barrage le plus en amont du projet qui régularisera le flux d'eau dans la rivière. La construction débute par le creusage de deux galeries de dérivation

On enlève la couche superficielle nommée les alluvions, pour atteindre le roc de fondation. Du 2 juin au 8 décembre 1962, on effectue le dynamitage des galeries de dérivation par lesquelles l'eau s'écoulera durant la construction du barrage. Ensuite, la mise en place de deux batardeau, un situé en amont visant à rediriger l'eau vers les galeries et un autre situé en aval pour éviter un reflux des eaux sur le site en provenance de la centrale McCormick. Le 30 juillet 1963 et on peut commencer le travail sur le barrage. Finalement, à l'automne 1965, le bétonnage de l'ouvrage est terminé et les cinq premiers groupes turbine alternateur sont mis en service.

## Réfection de la centrale
La centrale a bénéficié de réfections au cours des années, la plus importante remonte à l'année 2010, concernant deux groupes turbines et alternateurs. Ont été modifiés les groupes 26 et 28. Ils ont maintenant une puissance de 170 mW, au lieu de 140 mW pour les groupes d'origines.